# Nordvorpommern
Nordvorpommern ("Tây Bắc Pomerania") là một huyện cũ phía bắc của bang Mecklenburg-Vorpommern, Đức. Huyện này nằm ở bờ biển Baltic và bao quanh thành phố Stralsund. Các huyện giáp ranh là (tư phía bắc theo chiều kim đồng hồ): Ostvorpommern, Demmin, Güstrow và Bad Doberan.
Bờ biển có bán đảo thon dài Darß. Giữa Darß và lục địa là một vũng nước hẹp thuộc vườn quốc gia vũng Tây Pomerania.
Cho đến năm 1819, khu vực này vẫn thuộc Thụy Điển, sau đó thuộc Phổ với tên Neuvorpommern. Huyện được lập năm 1994 thông qua việc sáp nhập 3 huyện trước đó Grimmen, Ribnitz-Damgarten và Stralsund.
Tháng 9 năm 2011, huyện được sáp nhập với huyện Rügen và thành phố Stralsund để thành lập huyện mới Vorpommern-Rügen.

## Thị xã và đô thị
| Thị xã không thuộc Amt | Đô thị không thuộc Amt |
| ---------------------- | ---------------------- |
| 1. Grimmen 2. Marlow   | 1. Süderholz 2. Zingst |

| Ämter | Ämter | Ämter |
| --- | --- | --- |
| - 1. Altenpleen 1. Altenpleen1 2. Groß Mohrdorf 3. Klausdorf 4. Kramerhof 5. Preetz 6. Prohn - 2. Barth 1. Bartelshagen 2. Barth1, 2 3. Divitz-Spoldershagen 4. Fuhlendorf 5. Karnin 6. Kenz-Küstrow 7. Löbnitz 8. Lüdershagen 9. Pruchten 10. Saal 11. Trinwillershagen - 3. Darß/Fischland 1. Ahrenshoop 2. Born1 3. Dierhagen 4. Prerow 5. Wieck am Darß 6. Wustrow | - 4. Franzburg-Richtenberg 1. Franzburg1, 2 2. Glewitz 3. Gremersdorf-Buchholz 4. Millienhagen-Oebelitz 5. Papenhagen 6. Richtenberg2 7. Splietsdorf 8. Velgast 9. Weitenhagen 10. Wendisch Baggendorf - 5. Miltzow 1. Behnkendorf 2. Brandshagen 3. Elmenhorst 4. Horst 5. Kirchdorf 6. Miltzow1 7. Reinberg 8. Wilmshagen 9. Wittenhagen | - 6. Niepars 1. Groß Kordshagen 2. Jakobsdorf 3. Kummerow 4. Lüssow 5. Neu Bartelshagen 6. Niepars1 7. Pantelitz 8. Steinhagen 9. Wendorf 10. Zarrendorf - 7. Recknitz-Trebeltal 1. Bad Sülze2 2. Dettmannsdorf 3. Deyelsdorf 4. Drechow 5. Eixen 6. Grammendorf 7. Gransebieth 8. Hugoldsdorf 9. Lindholz 10. Tribsees1, 2 - 8. Ribnitz-Damgarten 1. Ahrenshagen-Daskow 2. Ribnitz-Damgarten1, 2 3. Schlemmin 4. Semlow |
| 1thủ phủ của Amt; 2thị xã | | |